# A Fool’s Awakening

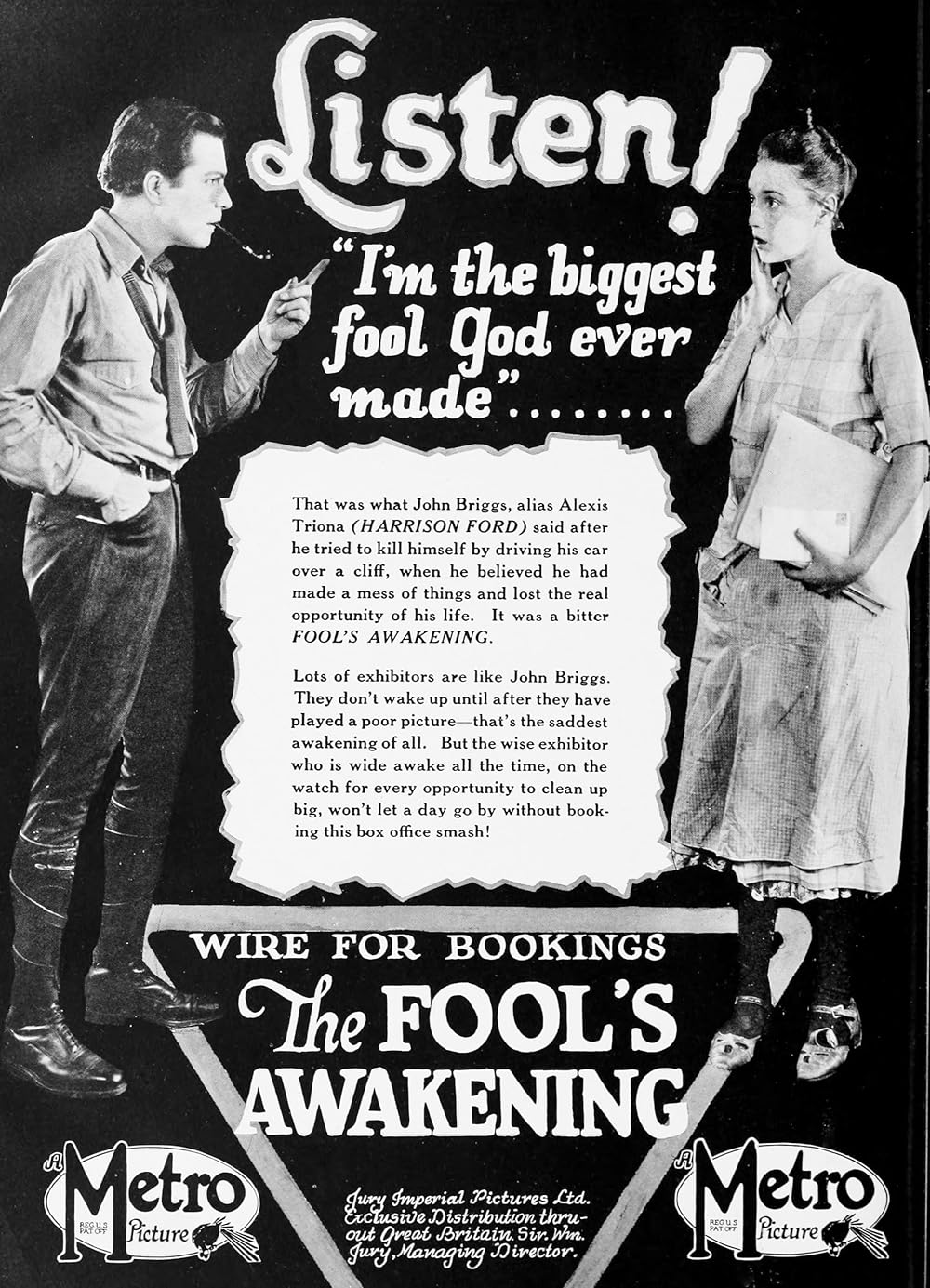
Propaganda de la pel·lícula

A Fool's Awakening és una pel·lícula muda dirigida per Harold M. Shaw i protagonitzada per Mary Alden i Lionel Belmore, entre d'altres. La pel·lícula, basada en la novel·la “The Tale of Triona” (1912) de William John Locke, es va estrenar el 28 de gener de 1924. En el seu moment no va tenir gaire bones crítiques.

## Argument
John Briggs és un anglès que treballa com a xofer a Rússia. En esclatar la revolució de 1917, intenta marxar del país i durant la fugida es troba el cadàver d'un oficial. Entre les seves possessions té un diari personal que l'identifica com Alexis Triona. El diari descriu les vicissituds de l'oficial entre els boltxevics. Quan arriba a Anglaterra continua treballant com a xofer però en els seus temps lliures es dedica a escriure. Davant la negativa de diferents editors a publicar les seves històries decideix utilitzar el diari de Triona i fer-se passar per ell. L'èxit és rotund i de cop esdevé un escriptor famós. Es casa amb una rica hereva, Olivia Gale però aquesta acaba descobrint la seva verdadera identitat per lo que l'abandona. Al final escriu una novel·la d'èxit amb el seu nom verdader i aconsegueix reconcialiar-se amb la seva dona.

## Repartiment
- Mary Alden (Myra)
- Harrison Ford (John Briggs)
- Enid Bennett (Olivia Gale)
- Lionel Belmore (Herbert Lorington)[5]
- Edward Connelly (Blandon)
- Mark Fenton (Wainwright)
- Alec B. Francis (major Oliphant)
- Pauline French (Lady Ordwynne)
- D.R.O. Hatswell (Bobby Walton)
- Lorimer Johnston (coronel Onslow
- Harry Northrup (Hargrave Mavenna)
- Arline Pretty (Lydia Mainwaring)
- Evelyn Sherman (Miss Oliphant)
- John St. Polis (tinent Wedderburn)